# 合果景天
合果景天（学名：Sedum concarpum）为景天科景天属的植物，是中国的特有植物。分布在中国大陆的云南、湖北等地，生长于海拔2,800米至3,400米的地区，常生于山坡草甸，目前尚未由人工引种栽培。

## 别名
湖北合果景天（湖北植物志）

## 异名
- Sedum concarpum Froed. var. hupehense Fu